# Dārbīd-e Zangīvand
Dārbīd-e Zangīvand (persiska: داربید زنگیوند) är en ort i Iran.   Den ligger i provinsen Lorestan, i den västra delen av landet, 400 km sydväst om huvudstaden Teheran. Dārbīd-e Zangīvand ligger 1 845 meter över havet och antalet invånare är 183.
Terrängen runt Dārbīd-e Zangīvand är varierad, och sluttar österut.Runt Dārbīd-e Zangīvand är det ganska tätbefolkat, med 56 invånare per kvadratkilometer. Närmaste större samhälle är Nūrābād, 8,3 km norr om Dārbīd-e Zangīvand. Trakten runt Dārbīd-e Zangīvand består till största delen av jordbruksmark.